# Rhodri Morgan
Hywel Rhodri Morgan (Cardiff, 29 settembre 1939 – Cardiff, 17 maggio 2017) è stato un politico gallese, Primo ministro del Galles dal 2000 al 2009.

## Biografia
Nato a Cardiff il 29 settembre 1939, ha frequentato il St John's College di Oxford e successivamente l'università di Harvard. Tra il 1974 e il 1980 ha lavorato per il consiglio della contea di South Glamorgan prima di far capo all'ufficio della comunità europea in Galles.
Nel 1987 viene eletto membro del parlamento del Partito Laburista. Tra il 1988 e il 1992 è stato portavoce dei problemi delle risorse energetiche dell'opposizione, e tra il 1992 e il 1997 si è occupato degli affari interni gallesi. È diventato Primo Ministro il 16 ottobre 2000.
È stato nominato per far parte del Consiglio privato del Regno Unito nel luglio del 2000.
Il 17 maggio 2017 muore all'età di 77 anni.